# The Remixes (Elvis Crespo)
The Remixes è un album di remix del cantante statunitense Elvis Crespo, pubblicato il 14 dicembre 1999.

## Tracce
1. Suavemente (Hot Head Mix) – 3:16
2. Tu Sonrisa (Eddie 'Love' Arroyo-Remix) – 4:57
3. Tiemblo (A.T. Molina Remix) – 5:25
4. Come Baby Come (con Gisselle D'Cole) – 3:37
5. Soavemente (Cibola Extended) – 5:35
6. Tu Sonrisa (Club Off The Wall Mix) – 5:25
7. Tiemblo (A Que No Te Atreves-Mix) – 4:45
8. Come Baby Come (Club Remix) – 6:10
9. Suave (Megamix) – 17:03

## Classifiche
| Classifica (2000) | Posizione massima |
| ----------------- | ----------------- |
| Stati Uniti       | 155               |